# 석대로
석대로는 부산광역시 해운대구 석대동과 금정구 금사 나들목을 잇는 부산광역시의 도로이다. 정관산업로 건설 당시 4공구로 건설되었다. 석대로에서 '석대'는 자연마을 이름으로 영양 천씨의 집성촌이다.

## 연혁
- 2009년 7월 8일 : 2개 이상 구·군에 걸쳐 있는 도로로 석대로를 고시[1]

## 주요 경유지
부산광역시
- 해운대구 - 금정구

## 노선
| 이름         | 접속 노선                                    | 소재지     | 소재지   | 비고 |
| ------------ | -------------------------------------------- | ---------- | -------- | ---- |
| (석대동)     | 국도 제14호선 부산광역시도 제91호선 (반송로) | 부산광역시 | 해운대구 |      |
| 석대체육공원 |                                              | 부산광역시 | 해운대구 |      |
| 금사 나들목  | 부산광역시도 제81호선 (정관산업로) 개좌로    | 부산광역시 | 금정구   |      |